# Сорокин, Владимир Георгиевич
Влади́мир Гео́ргиевич Соро́кин (род. 7 августа 1955, Быково, Раменский район, Московская область, СССР) — русский писатель, сценарист и драматург, художник.
Один из наиболее ярких представителей постмодернизма, концептуализма и соц-арта в русской литературе. Автор одиннадцати романов, а также ряда повестей, рассказов, пьес и киносценариев. Один из ведущих русских писателей современности. В России произведения Владимира Сорокина много раз становились предметом общественной дискуссии, в том числе судебных разбирательств.
Сорокин получил известность благодаря провокационным и сатирическим произведениям, сочетающим элементы антиутопии («День опричника»), альтернативной истории и фантастики («Голубое сало»), гротеска («Норма»). Одним из узнаваемых литературных приёмов Сорокина является стилистическая мимикрия, в своих романах он имитирует различные литературные стили, от соцреализма до классической русской прозы.
Лауреат премий Андрея Белого, «НОС», «Большая книга» и других, номинант Международной Букеровской премии. Книги переведены на десятки языков[уточнить].

## Биография
Родился 7 августа 1955 года в подмосковном посёлке Быково, в семье металловеда Георгия Матвеевича Сорокина, впоследствии профессора Московского института нефтяной и газовой промышленности имени И. М. Губкина; мать — Нинель Владимировна Сорокина, экономист. Родители часто переезжали с места на место, поэтому он поменял несколько школ.
Учился в Московском институте нефтяной и газовой промышленности имени Губкина. Получив высшее образование по специальности инженер-механик, в течение года работал в журнале «Смена», откуда был уволен за отказ вступить в комсомол, в котором уже состоял. Занимался книжной графикой, живописью, концептуальным искусством. Участник художественных выставок. Оформил и проиллюстрировал около 50 книг.
Как литератор сформировался среди художников и писателей московского андеграунда конца 1970-х—1980-х годов.
В 1985 году в парижском журнале «А — Я» была напечатана подборка из шести рассказов Сорокина. В этом номере журнала, который стал единственным[что?], помимо пяти небольших рассказов, был опубликован отрывок «Очереди», которая в том же году была напечатана в другом французском журнале — «Синтаксис». После рассказов Сорокина, в журнале «А-Я» была опубликована одна из первых статей о молодом писателе. Авторами выступили Свен Гундлах и Андрей Монастырский.

Считается представителем постмодернизма. В рассказах и романах используются разнообразные литературные стили, например, абсурдизм. В советское время был близок к кругу московского концептуализма, публиковался в самиздате (в частности, в «Митином журнале»). Первая официальная публикация в СССР относится к 1989 году, когда рижский журнал «Родник» поместил в ноябрьском выпуске несколько рассказов писателя. Чуть позже рассказы Сорокина появляются в российских журналах и альманахах «Третья модернизация», «Место печати», «Искусство кино», «Конец века», «Вестник новой литературы».

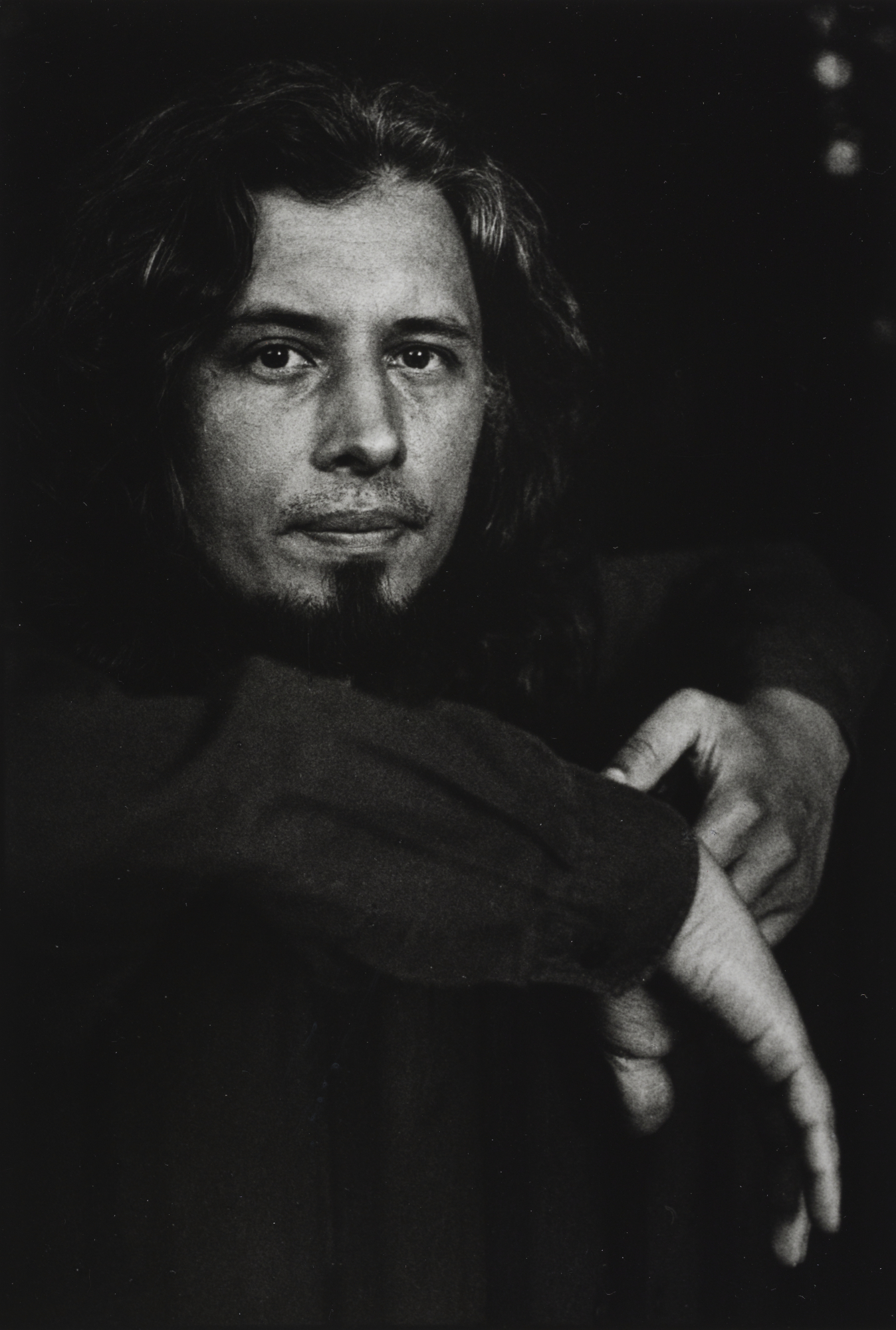
Владимир Сорокин во время пребывания на вилле Вальдберта, 1990 год

В марте 1992 года в журнале «Искусство кино» был напечатан роман «Очередь» (в сокращении), издательством «Русслит» (Москва) был опубликован сборник рассказов, вошедший в шорт-лист Букеровской премии. Рукопись романа «Сердца четырёх» была представлена на Букеровскую премию и попала в шорт-лист.
Сюжеты произведений Сорокина неоднократно вызывали разногласия у общественности. В начале 2000-х прокремлёвское движение «Идущие вместе» устраивало ряд акций, направленных против писателя (в том числе топили книги в инсценированном унитазе, установленном на Театральной площади), а также подавало в суд, требуя признания некоторых мест в произведениях писателя порнографическими.
23 марта 2005 года в Большом театре России состоялась мировая премьера оперы «Дети Розенталя» композитора Леонида Десятникова, либретто которой создал Владимир Сорокин.

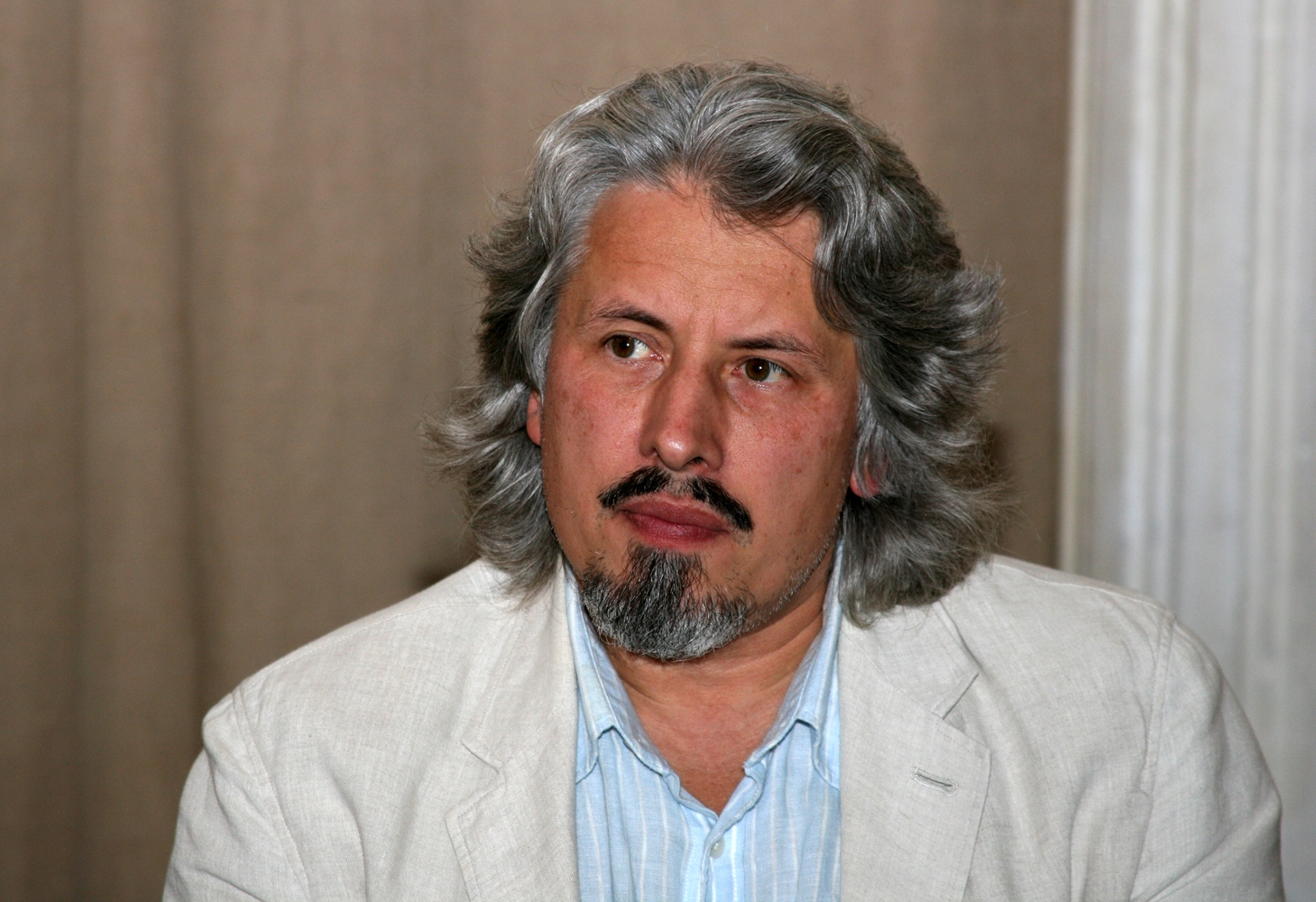
Владимир Сорокин в 2008 году

На Западе его романы публиковались в издательствах Penguin, Gallimard, S. Fischer, DuMont, BV Berlin, Einaudi, Farrar, Straus and Giroux, NYRB.
Спустя тридцать лет Владимир Сорокин вернулся к живописи и написал два цикла: «Новая антропология» и «Три Друга». В 2017 году в Таллинской портретной галерее состоялась его персональная выставка.

Являлся членом Русского ПЕН-центра. В январе 2017 года заявил о выходе из ПЕН-центра в знак протеста против действий исполкома.

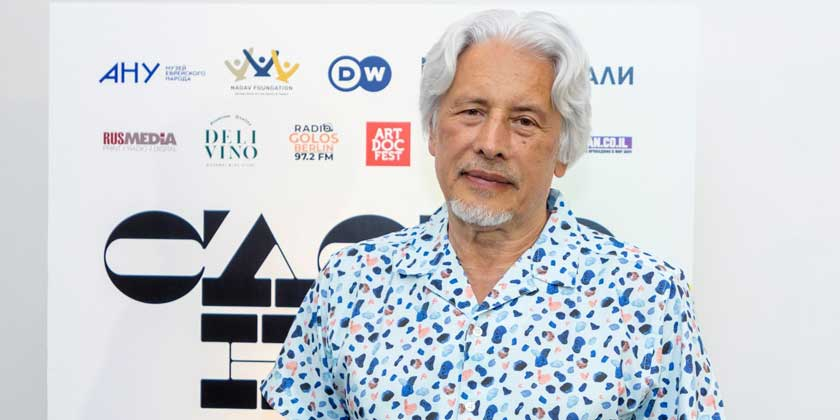
Владимир Сорокин на фестивале «СловоНово». Израиль, 2023 год

После начала полномасштабного вторжения России в Украину в 2022 году выступающих против войны с Украиной российских писателей, в том числе и Владимира Сорокина, начали преследовать и «отменять»: их книги прекращают продавать и выпускать, на писателей заводят уголовные дела.

## Личная жизнь
С 1992 жил поочерёдно в Подмосковье и в Берлине, где купил себе квартиру. Женат, отец двух дочерей-близнецов.
Владимир Сорокин — поклонник творчества группы «ДК». Впервые услышал магнитоальбомы этой группы в 1983 году.

## Награды
- 2001 — премия «Народный Букер»
- 2001 — премия Андрея Белого «За особые заслуги перед российской литературой»

- 2003 — премия «GQ Человек года» в номинации «Писатель года»[30]

- 2005 — премия «Либерти»
- 2010 — международная премия Горького
- 2010 — премия министерства культуры Германии
- 2010, 2017 — премия «НОС»[31] (в 2017-м также приз читательских симпатий «НОСа»)
- 2011, 2014 — вторая премия «Большой книги»
- 2020 — премия «Супер-НОС»[32]

### Циклы произведений
| Ледяная трилогия | По сюжету верно читать в следующем порядке: «Путь Бро», «Лёд», «23000». - 2004 «Путь Бро» (роман) — опубликован издательством «Захаров» - 2002 «Лёд» (роман) — опубликован издательством Ad Marginem - 2005 «23000» (роман) — опубликован издательством «Захаров» | По сюжету верно читать в следующем порядке: «Путь Бро», «Лёд», «23000». - 2004 «Путь Бро» (роман) — опубликован издательством «Захаров» - 2002 «Лёд» (роман) — опубликован издательством Ad Marginem - 2005 «23000» (роман) — опубликован издательством «Захаров» |
| История будущего | Трилогия доктора Гарина | - 2010 «Метель» (повесть) - 2021 «Доктор Гарин» (роман) - 2023 «Наследие» (роман) |
| История будущего | Вселенная «Дня опричника» | - 2006 «День опричника» (повесть) - 2008 «Сахарный Кремль» (роман в рассказах) - 2013 «Теллурия» (роман) - 2017 «Манарага» (роман) - 2025 «Сказка» (роман) |

### Романы
- 1979—1983 «Норма», впервые опубликован издательством «Три Кита» совместно с Obscuri viri, Москва, 1994
- 1983 «Очередь», впервые опубликован издательством «Синтаксис», Париж, 1985
- 1982—1984 «Тридцатая любовь Марины», впервые опубликован «Изданием Р. Элинина», Москва, 1995
- 1985—1989 «Роман», впервые опубликован издательством «Три Кита» совместно с Obscuri viri, Москва, 1994
- 1991 «Сердца четырёх», впервые опубликован в альманахе «Конец Века», Москва, 1994
- 1999 «Голубое сало», впервые опубликован издательством Ad Marginem, Москва, 1999
- 2002 «Лёд», издательство Ad Marginem
- 2004 «Путь Бро», издательство «Захаров»
- 2005 «23000», издательство «Захаров»
- 2013 «Теллурия», Москва, издательство Corpus, 2013[36][37]
- 2017 «Манарага», Москва, издательство Corpus[38]
- 2021 «Доктор Гарин», Москва, издательство Corpus[35]
- 2023 «Наследие», Москва, издательство Corpus
- 2025 «Сказка», издательство Freedom Letters[39]

### Повести, рассказы, очерки
- 1969 «Тетерев» (текст не сохранился)
- 1969 «Яблоки» (текст не сохранился)
- 1980 «Окружение»
- 1994 «Месяц в Дахау» (поэма в прозе)
- 2000 «Эрос Москвы» (очерк)
- 2001 «Снеговик»
- 2002 «Хиросима»
- 2004 «Вид на завтра. Рёв Годзиллы и крик Пикачу» (очерк)
- 2005 «Кухня»
- 2005 «Сердечная просьба»
- 2005 «Мишень» (позднее переработано в рассказ «Путём крысы», сборник «Моноклон»)
- 2005 «Чёрная лошадь с белым глазом»
- 2005 «Волны»
- 2006 «Розовый клубень» (рассказ, впервые опубликовано в журнале «Андрей»)
- 2006 «День опричника», Москва, издательство «Захаров», 2006.
- 2010 «Метель»[34]
- 2012 «Отпуск»
- 2017 «Фиолетовые лебеди»
- 2017 «Белый квадрат»
- 2021 «Татарский малинник» (рассказ, впервые опубликовано «Москвич mag»)
- 2021 «Гамбит вепря» (рассказ, впервые опубликовано в «Сноб»)

### Пьесы
- 1985 «Землянка»
- 1988 «Русская бабушка»
- 1989 «Доверие»
- 1990 «Дисморфомания»
- 1994—1995 Hochzeitsreise
- 1995—1996 «Щи»
- 1984—1997 «Пельмени»
- 1997 «Dostoevsky-Trip»
- 1998 «С Новым Годом»
- 2006 «Капитал», опубликована в «Капитал: Собрание пьес», Москва, издательство «Захаров», 2007.
- 2009 «Занос», опубликована на сайте OpenSpace.ru[40]. Авторское определение жанра — «что-то вроде пьесы». Памяти Дмитрия Пригова.

### Сборники
- 1979—1984 «Первый субботник», сборник рассказов. Впервые опубликован в 1992 году, тираж — 25000, издательство «Русслит». Затем в «Собрании сочинений в двух томах» издательства «Ад Маргинем», Москва, 1998
- 2000 «Пир», сборник рассказов, опубликован издательством «Ад Маргинем», Москва, 2000
- 2002 «Утро снайпера»
- 2002 «Москва»
- 2005 «Четыре», в сборник вошли киносценарии «Копейка» и «4», либретто к опере «Дети Розенталя» и 5 рассказов, опубликован издательством «Захаров», Москва, 2005
- 2007 «Капитал. Полное собрание пьес». — М., «Захаров», 2007
- 2008 «Заплыв», в сборник вошли рассказы и повести, написанные в конце 1970-х — начале 1980-х годов
- 2008 «Сахарный Кремль», сборник рассказов по вселенной «Дня опричника»
- 2010 «Моноклон», сборник рассказов, издательство «Астрель»
- 2018 «Белый квадрат», сборник рассказов, издательство АСТ
- 2019 «Нормальная история», сборник статей и эссе, издательство АСТ
- 2020 «Русские народные пословицы и поговорки», издательство Corpus
- 2022 «De feminis», издательство Corpus
- 2023 «Заплыв», сборник рассказов, издательство АСТ

### Фильмография
- 1994 — «Безумный Фриц» (реж. Татьяна Диденко, Александр Шамайский)
- 2001 — «Москва» (реж. Александр Зельдович). Фильм получил главную премию на фестивале в Бонне, приз Федерации киноклубов России за лучший российский фильм года. Сценарий написан в 1997 году в соавторстве с Александром Зельдовичем
- 2001 — «Копейка» (реж. Иван Дыховичный). Фильм номинирован на премию «Золотой Овен» за лучший сценарий (написан в соавторстве с Иваном Дыховичным).
- 2004 — «4» (реж. Илья Хржановский). Фильм удостоен главного приза Роттердамского кинофестиваля
- «Вещь» (фильм не закончен — умер реж. Иван Дыховичный)
- 2011 — «Мишень» (реж. Александр Зельдович). Сценарий написан в соавторстве с Александром Зельдовичем.
- 2013 — «Дау» сценарий фильма написан в соавторстве с Ильёй Хржановским. Съёмки начались в 2008 году.
- 2019 — «Сорокин трип». Документальный фильм, посвящённый жизни и творчеству Сорокина.

### Сценография
1992 – «Землянка» – спектакль концепт-театра «ШКОЛАРУССКОГОСАМОЗВАНСТВА». Премьера – 1 октября 1992 года / Рождественский монастырь.
- 2005 — «Дети Розенталя» — опера в двух актах; либретто Владимира Сорокина, композитор Леонид Десятников, режиссёр Эймунтас Някрошюс. Премьера — 23 марта 2005 года в Большом театре (Россия). Специальный приз жюри на фестивале «Золотая маска» (2006).
- 2012 — «Сны Минотавра» — незаконченная опера; либретто Владимира Сорокина, композитор Ольга Раева, режиссёры Кирилл Вытоптов, Екатерина Василёва и Илья Шагалов. Премьера — 12 октября 2012 года в Театре Наций (Россия).
- 2016 — «День опричника» — спектакль; либретто Владимира Сорокина, режиссёр Игорь Фокин. Премьера — 30 ноября 2016 года в Театре Ленком (Россия).
- 2018 — «Триумф Времени и Бесчувствия» — спектакль; либретто Владимира Сорокина, режиссёр Константин Богомолов. Премьера — 17 мая 2018 года в Московском академическом музыкальном театре им. К. С. Станиславского и В. И. Немировича-Данченко (Россия).
- 2019 — «Фиолетовый снег» — опера; либретто Владимира Сорокина, композитор Беат Фуррер. Премьера — 19 января 2019 года в Берлинской государственной опере (Германия).
- 2019 — «Теллурия» — спектакль; режиссёр Константин Богомолов. Премьера — 7 февраля 2019 года в Театре на Таганке (Россия).
- 2019 — «Занос» — спектакль; режиссёр Юрий Квятковский. Премьера — 30 сентября 2019 года в Театре «Практика» («Мастерская Брусникина») (Россия).
- 2019 — «Норма» — спектакль; режиссёр Максим Диденко. Премьера — 6 ноября 2019 года в Театре на Малой Бронной (Россия).

### Другое
- Фотоальбом «В глубь России» (совместно с художником Олегом Куликом)
- Либретто к опере «Дети Розенталя» на музыку Леонида Десятникова по заказу Большого театра

## Общественная позиция
- В марте 2014 года вместе с рядом других деятелей науки и культуры выразил своё несогласие с аннексией Крыма Россией[42].
- После начала российского вторжения в Украину в 2022 году подписал открытое письмо, осуждающее вторжение[43], и заявил, что решил больше в Россию не возвращаться[44]. Однако в 2025 году заявил, что невозвращенцем себя не считает,  и планирует вернуться на Родину[45].

## Отзывы
Игорь Шайтанов, критик, литературовед, доктор филологических наук:

О месте молодёжной культуры, о её тотальном влиянии сказано много. Но что значит «молодежная»? Это … тинейджерство. Преимущественно подростковый, школьный возраст — от четырнадцати до семнадцати. На этой возрастной грани совершаются многие события в современной культуре. В расчете на этот возраст, на проецирование присущего ему сознания. Самый известный литературный пример — Владимир Сорокин. Глазами подростка, прежде тиражировавшего свои заветные мечты на заборе и на внутренней дверке общественного туалета, он взглянул на мир вокруг и потребовал признать культурное достоинство такого взгляда. Сорокин, безусловно, создал модель работающую и от того ещё более опасную, чем просто употребление мата (за которое его упрекают и тянут в суд). То, что культура прежде полагала необходимым изжить и сублимировать, он предложил сохранить и законсервировать. Останьтесь подростком, тем, которому раньше приходилось таиться, быть человеком подполья и андеграунда, дайте волю своей фантазии, более того, возьмите в руки ледяной молот и вбейте в подсознание всей культуры свои сокровенные желания. Этому посвящено последнее творение Сорокина — роман «Лед».

Сергей Шаргунов, писатель, журналист, общественный и политический деятель:

Всё-таки и Сорокин, и Пелевин, и Лимонов по-своему проапеллировали к подлинным началам человека … Сорокин написал роман «Лёд», блестящий, искромётный удар, взывающий к подлинному в человеке … Может, это не всегда выражено ясно, прорывы идут и вкривь и вкось, но именно в этом загадка популярности писателей. Пусть вкривь и вкось, но самые важные жизненные вопросы заданы.

Дмитрий Быков, писатель, поэт, публицист, литературный критик:

В описаниях всего, что заменяет собою человеческую жизнь, Сорокин не знает себе равных, и в эпоху, когда о жизни изо всех сил стараются забыть, вытесняя из сознания любую память о ней, он действительно писатель номер один. Он наиболее адекватен эпохе, о которой нельзя написать никакую сюжетную прозу <…> Герои Сорокина не живут — а потому и смерть их не воспринимается как трагедия; в мире чистой физиологии, где существуют наслаждение и мучительство, но отсутствуют чувства и цели, он чувствует себя как рыба в воде.

По мнению архимандрита Ианнуария (Ивлиева): «тот факт, что интеллигенция сделала из писателей, художников, композиторов, артистов кумиров, требует некоторого иронического, саркастического отношения и развенчания. Вот, по-моему, некоторые ранние произведения современного автора Владимира Сорокина грубовато, но именно это и делали. Его книги изысканны с определённой точки зрения, в них — игра со словом, с метафорами, с цитатами, и вот так игриво он разрушает всяких кумиров, в том числе литературных».